# THE DREAM SHOW
THE DREAM SHOW是韓國男子偶像組合NCT Dream出道後首次舉辦的單獨演唱會，全名為NCT DREAM TOUR 'THE DREAM SHOW' 。該演唱會以首爾為起點，之後陸續在東南亞及东亚城市舉行。這也是自成員Mark畢業後，以6名成員举行的首轮演唱会。

## 概述
- 2019年9月30日，官方宣布組合即將於11月16日至17日，連續兩天在首爾獎忠體育館開唱。[1]
- 2019年10月22日，因海內外粉絲反應熱烈，首爾演唱會確定加場一天。組合將於11月15日至17日連續三天開唱。 [2]
- 2019年10月30日，宣布泰國曼谷場次。 [3]
- 2019年12月18日，宣布新加坡場次，演唱會將於2月15日舉辦。 [4]該場次後因新型冠狀病毒肺炎疫情而取消。 [5]
- 2019年12月27日，宣布日本東京加場，3月13日至15日連續三天在更大的場地武藏野之森綜合體育廣場開唱。[6]該場次後因新型冠狀病毒肺炎疫情而延期，而原定于3月15日在dTV同步播出的演场会直播也宣布延期。[7]
- 2020年1月9日，宣布中國澳門場次，演唱會將於2月7日至8日在澳門百老匯-百老匯舞台舉辦。 [8]這也是兩位中國成員仁俊及辰樂首次確定回國開唱。該場次後因新型冠狀病毒肺炎疫情而取消。 [9]
- 2020年1月20日，宣布菲律宾马尼拉场次。[10]
- 2020年1月22日，宣布印尼雅加達場次。[11]

## 巡演事件

### 新冠肺炎
因新型冠狀病毒肺炎日趨嚴峻，為保障歌迷、藝人及工作人員的安全，多場演出被延期或取消，其中包括：新加坡場、中國澳門場以及日本東京場。

## 巡演時間表
| 日期           | 城市/地區 | 國家       | 演出場地             | 上座數 |
| -------------- | --------- | ---------- | -------------------- | ------ |
| 2019年11月15日 | 首爾      |            | 獎忠體育館           | 待公布 |
| 2019年11月16日 | 首爾      |            | 獎忠體育館           | 待公布 |
| 2019年11月17日 | 首爾      |            | 獎忠體育館           | 待公布 |
| 2019年12月1日  | 曼谷      | 泰國       | Thunder Dome         | 待公布 |
| 2019年12月2日  | 曼谷      | 泰國       | Thunder Dome         | 待公布 |
| 2020年1月26日  | 東京      | 日本       | 東京國際論壇大樓A廳  | 待公布 |
| 2020年1月27日  | 東京      | 日本       | 東京NHK大厅          | 待公布 |
| 2020年2月2日   | 神戶      | 日本       | 神戶國際會館         | 待公布 |
| 2020年2月3日   | 神戶      | 日本       | 神戶國際會館         | 待公布 |
| 2020年2月29日  | 馬尼拉    | 菲律賓     | New Frontier Theater | 待公布 |
| 2020年3月1日   | 雅加達    | 印度尼西亞 | 史納延紀念體育館     | 待公布 |

## 演唱歌單
– VCR 1 – Intro
1. "Go"
2. "Drippin’"
3. "119"
4. "1, 2, 3
5. "We Go Up"
6. "Stronger"

– VCR 2 –
1. "Dunk Shot"
2. "Chewing Gum"
3. "Dream Run"
4. "Best Friend"
5. "Walk You Home"
6. "Candle Light"

– VCR 3 –
1. "We Young"
2. "My First and Last"
3. "My Page"
4. "Bye My First..."

– VCR 4 –
1. "Dance Break"（楷燦、志晟）
2. "Dance Break"（Jeno）
3. "Dance Break"（Jeno、渽民、辰樂）
4. "Dance Break（仁俊）
5. "Dance Break"（全員）
6. "Don't Need Your Love"
7. "Fireflies"
8. "Trigger the Fever"
9. "Boom"

安可
1. "La La Love"
2. "Beautiful Time"

## 製作
演出成員：
- NCT Dream（仁俊、Jeno、楷燦、渽民、辰樂、志晟）

首爾主辦及海外巡演演出策劃：
- SM Entertainment、Dream Maker Entertainment

海外巡演主辦：
- 泰國－SM True
- 印尼－MECIMAPRO
- 菲律賓－PULP LIVE WORD

## 附錄